# 15111 Winters
15111 Winters este o planetă minoră (asteroid), cu un diametru de 2,835 km, din centura de asteroizi. A fost descoperită pe 6 februarie 2000 la Experimental Test Site⁠(d) de Lincoln Near-Earth Asteroid Research. 
Obiectul prezintă o orbită caracterizată de o semiaxă mare de 2,3482977 UAi, o excentricitate de 0,25, o înclinație de 5,3698 ° în raport cu ecliptica.